# Журавська волость (Чигиринський повіт)
Журавська волость — історична адміністративно-територіальна одиниця Чигиринського повіту Київської губернії з центром у селі Журавка.
Станом на 1886 рік складалася з 2 поселень, 2 сільських громад. Населення — 3295 осіб (1410 чоловічої статі та 1885 — жіночої), 434 дворових господарств.
|                     | Площа, десятин | У тому числі орної, дес. |
| ------------------- | -------------- | ------------------------ |
| Сільських громад    | 1674           | 1320                     |
| Приватної власності | 5806           | 1543                     |
| Іншої власності     | 173            | 84                       |
| Загалом             | 7653           | 2947                     |

Поселення волості:
- Журавка — колишнє власницьке село при річці Гептурка за 90 верст від повітового міста, 2116 осіб, 343 дворів, православна церква, школа, 2 постоялих будинки, лавка. За 3 версти — Лебединський Миколаївський жіночий монастир з 2 православними церквами, школою, лікарнею, готелем, лавкою, щорічні ярмарки 9 травня, 6 серпня та 15 серпня. За версту — вугільна копальня.
- Макіївська Буда — колишнє власницьке село при струмкові, 559 осіб, 91 двір, православна церква, школа, постоялий будинок.

Наприкінці 1880-х років поселення волості увійшли до складу сусідніх волостей — Лебединської (Журавка) та Кам'янської (Макіївська Буда).